# Katharine Hepburn
Katharine Houghton Hepburn (ur. 12 maja 1907 w Hartford, zm. 29 czerwca 2003 w Old Saybrook) – amerykańska aktorka, gwiazda filmowa.
Laureatka czterech Oscarów i 12 nominacji do tej nagrody dla najlepszej aktorki pierwszoplanowej. Jedna z legend „Złotej Ery Hollywood”. Amerykański Instytut Filmowy umieścił jej nazwisko na pierwszym miejscu w rankingu „największych aktorek wszech czasów” (The 50 Greatest American Screen Legends), a także nazwał ją w 1999 najlepszą aktorką spośród 50 największych legend kina, których debiut przypadł przed rokiem 1950.
W 2010 została upamiętniona na znaczku pocztowym w związku z serią „Legendy Hollywoodu”.

## Życiorys

### Rodzina i edukacja
Urodziła się jako drugie z sześciorga dzieci chirurga Thomasa N. Hepburna i sufrażystki Katharine Marthy Houghton. Hepburn początkowo uczyła się w domu, później zaczęła uczęszczać do Bryn Mawr College. Aktorstwem zainteresowała się w college’u, biorąc udział w szkolnych przedstawieniach. Jak większość aktorek tamtego okresu, profesjonalną karierę aktorską zaczynała od występów na Broadwayu. Pierwszą główną rolę zagrała w przedstawieniu sztuki George’a Middletona i A.E. Thomasa pt. The Big Pond.

### Początek kariery filmowej
Na ekranie zadebiutowała w dramacie George’a Cukora A Bill of Divorcement, w którym zagrała u boku Johna Barrymore’a. Pierwszy film z jej udziałem okazał się takim sukcesem, że wytwórnia RKO podpisała z nią kontrakt na pięć kolejnych filmów. Już za rolę w swoim drugim filmie Poranna chwała w 1933 zdobyła pierwszego w swojej karierze Oscara dla najlepszej aktorki pierwszoplanowej. W tym samym roku zagrała jeszcze m.in. w Małych kobietkach (film przyniósł jej Złoty Medal na 2. MFF w Wenecji).

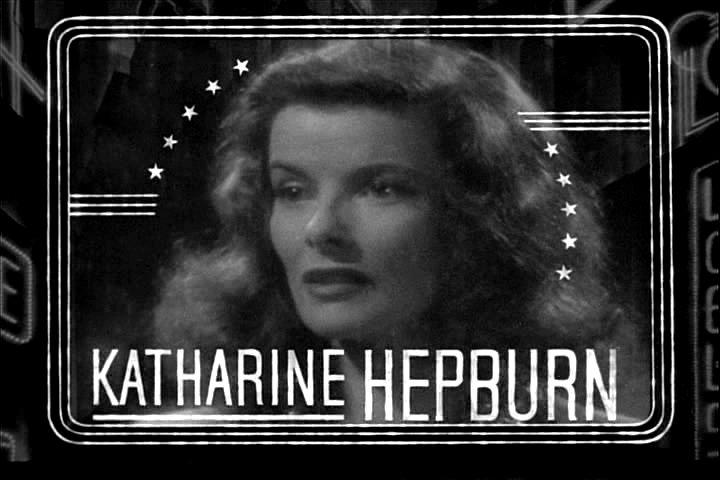
Hepburn w filmie Filadelijska opowieść

W 1935 za rolę w filmie Mam 19 lat zdobyła kolejną nominację do Oscara. Jej kolejne role z okresu trzeciej dekady XX w. przeszły bez większego echa, zagrała m.in. szkocką królową Marię Stuart w filmie pod tym samym tytułem). Starała się o rolę Scarlett O’Hary w Przeminęło z wiatrem, ale powierzono ją wówczas mało znanej Vivien Leigh. Zniechęcona porażkami swoich filmów Hepburn wróciła na scenę teatralną.

### Filadelfijska opowieśćiKobieta roku
Przełomem w karierze Hupburn okazał się jej występ w Filadelfijskiej opowieści, w którym zagrała rolę Tracy Lord. Postać tę najpierw grała w teatrze, dopiero potem postanowiono stworzyć film (prawa do powstania filmu zakupił dla niej specjalnie Howard Hughes). Krytycy wystawili jej bardzo pochlebne recenzje, przyznali nagrodę nowojorskiego stowarzyszenia krytyków. Ponadto otrzymała swoją trzecią nominację do Oscara.

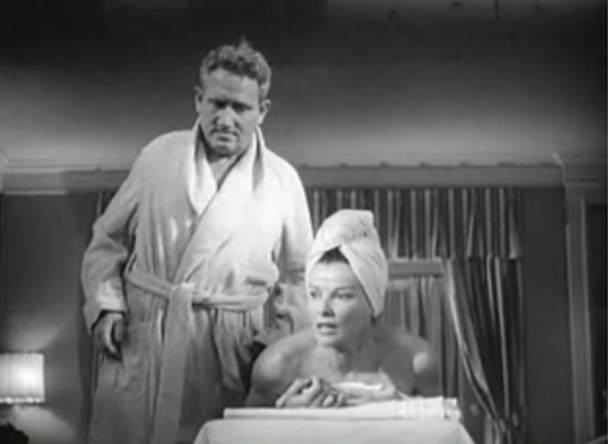
Spencer Tracy i Hepburn w Żebrze Adama

Dwa lata później trafiła na plan Kobiety roku. Za rolę w tym filmie otrzymała kolejną nominację do Oscara. Na planie Kobiety roku poznała się że Spencerem Tracy’ego, a rozpoczęty na planie romans zapoczątkował ich trwający ponad 25 lat związek. Razem wystąpili jeszcze w ośmiu filmach w Keeper of the Flame (1942) George’a Cukora, Bez miłości (1945) Harolda S. Bucqueta, Morzu traw (1947) Elia Kazana, Stanie Unii (1948) Franka Capry. W Żebrze Adama (1949) Cukora, w komediach Pat i Mike (1952) Cukora, Biuro na tranzystorach (1957) Waltera Lang i Zgadnij, kto przyjdzie na obiad (1967) Stanleya Kramera.

### Afrykańska królowaiZgadnij, kto przyjdzie na obiad

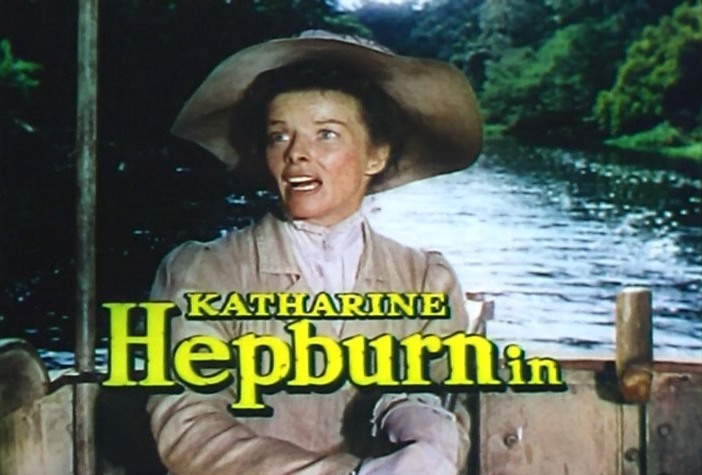
Hepburn w Afrykańskiej królowej

W 1951 zagrała jedną ze swoich najlepszych ról w filmie Afrykańska królowa. Jej partnerem był Humphrey Bogart. Za ten film kolejną nominację do Oscara. Oprócz tego w latach 50. zdobyła jeszcze trzy nominacje do Nagrody Amerykańskiej Akademii Filmowej: za Urlop w Wenecji (1955), Zaklinacza deszczu (1956) oraz Nagle, zeszłego lata (1959).
W latach 60. wystąpiła zaledwie cztery razy na ekranie, z czego dwie role przyniosły jej Oscary. W 1962 za sprawą filmu U kresu dnia była nominowana znowu z m.in. Bette Davis, ale nagrodę przyznano Anne Bancroft. W tym samym roku za rolę w tym filmie dostała nagrodę dla najlepszej aktorki na 15. MFF w Cannes.
W 1968 dostała Oscara za rolę w filmie Zgadnij, kto przyjdzie na obiad. W następnym roku otrzymała Oscara za rolę Eleonory Akwitańskiej w filmie Lew w zimie; nagrodę otrzymała ex aequo z Barbrą Streisand i był to jedyny przypadek w historii festiwalu, kiedy dwie aktorki dostały jednego Oscara, gdyż otrzymały tyle samo głosów od członków Akademii. Stała się także drugą aktorką w historii, która wygrała tę nagrodę dwa lata z rzędu. Jej rola we Lwie w zimie w 2006 znalazła się na 13. miejscu w plebiscycie magazynu Premiere na najlepszą kreację aktorską wszech czasów.
W 1967 po raz ostatni spotkała się na planie z Tracym, który zmarł kilka tygodni po ukończeniu zdjęć do Zgadnij, kto przyjdzie na obiad Stanleya Kramera.

### Dalsza kariera
W latach 70. na ekranie pojawiła się osiem razy. W 1981 zagrała w filmie Nad złotym stawem wraz z przedstawicielami klanu Fondów: Henrym i Jane. Film przyniósł jej czwartego i ostatniego Oscara, którego odebrał za nią Jon Voight.
Pod koniec aktorskiej kariery grała w filmach Anthony’ego Harveya Grace Quigley (1984) i Jesienna miłość (1994) oraz George’a Schaefera Mrs. Delafield Wants to Marry (1986), Laura Lansing Slept Hera (1988) i Mężczyzna na poddaszu (1992). Jej ostatnie role to Ginny w Love Affair (1994) Glena Gordona Carona oraz Cornelia Beaumont w filmie telewizyjnym Tamta Gwiazdka Tony’ego Billa, według opowiadania Trumana Capote’a.

### Dodatkowe informacje

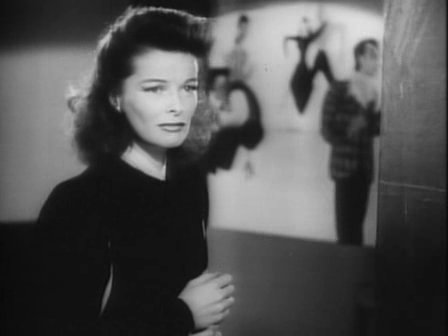
Hepburn w Stage Door Canteen

- Żadnego spośród czterech Oscarów nie odebrała osobiście, gdyż nie zjawiała się na ceremonii rozdania nagród. Na gali pojawiła się za to w 1974, aby wręczyć nagrodę im. Irvinga G. Thalberga, którą otrzymał jej przyjaciel Lawrence Weingarten[3].
- Pomoc domowa aktorki, Emma Faust Tillman (1892–2007), była uznana w późniejszym okresie za najstarszą żyjącą osobę na świecie.
- Postać Hepburn, a także wielu innych przedwojennych amerykańskich aktorów, pojawiła się w filmie animowanym The Autograph Hound (1939), w scenie włamania się Kaczora Donalda do studia filmowego.

### Śmierć

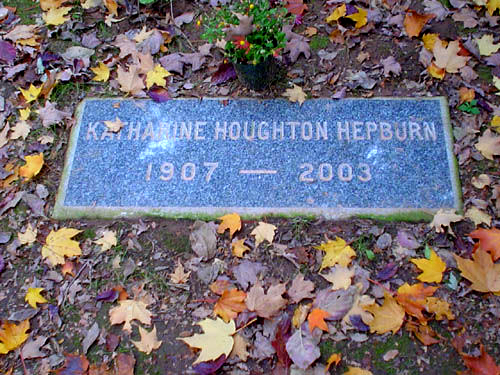
Nagrobek Hepburn

Zmarła 29 czerwca 2003 w Old Saybrook, w stanie Connecticut. Została pochowana na Cedar Hill Cemetery w Hartford.

## Życie prywatne
12 grudnia 1928 poślubiła pośrednika ubezpieczeń Ludlowa Ogdena Smitha, z którym rozwiodła się w 1942. Na planie Kobiety roku nawiązała romans z aktorem Spencerem Tracym i pozostawała z nim w związku przez ponad 25 lat.
Była świadkową na ślubie Vivien Leigh i Laurence Oliviera. Nie lubiła aktorki Audrey Hepburn, ponieważ ta po swojej pierwszej roli w Rzymskich wakacjach odmówiła zmiany nazwiska na prośbę Katharine, która nie chciała, aby młoda aktorka była kojarzona z nią.

## Filmografia

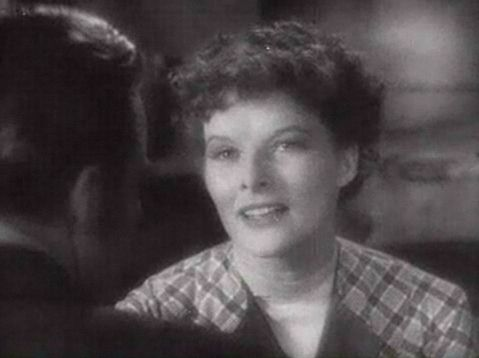
Hepburn w Małych kobietkach (1933)

- 1932: A Bill of Divorcement jako Sydney Fairfield
- 1933
  - Poranna chwała (Morning Glory) jako Eva Lovelace / Ada Love
  - Małe kobietki (Little Women) jako Josephine „Jo” March
  - Christopher Strong jako lady Cynthia Darrington
- 1934
  - The Little Minister jako Barbara „Babbie”
  - Raptus (Spitfire) jako Trigger Hicks
- 1935
  - Mam 19 lat (Alice Adams) jako Alice Adams
  - Sylvia Scarlett jako Sylvia Scarlett
  - Złamane serca (Break of Hearts) jako Constance Dane Roberti
- 1936
  - Mary Stuart (Mary of Scotland) jako królowa Maria Stuart
  - Buntowniczka (A Woman Rebels) jako Pamela Thistlewaite
- 1937
  - Obcym wstęp wzbroniony (Stage Door) jako Terry Randall
  - Dziesięć lat życia (Quality Street) jako Phoebe Throssel
- 1938
  - Drapieżne maleństwo (Bringing Up Baby) jako Susan Vance
  - Wakacje (Holiday) jako Linda Seton
- 1940: Filadelfijska opowieść (The Philadelphia Story) jako Tracy Lord
- 1942
  - Kobieta roku (Woman of the Year) jako Tess Harding
  - Keeper of the Flame jako Christine Forrest
- 1944: Dragon Seed jako Jade
- 1945: Bez miłości (Without Love) jako Jamie Rowan
- 1946: W kręgu zła (Undercurrent) jako Ann Hamilton
- 1947
  - Morze traw (The Sea of Grass) jako Lutie Cameron Brewton
  - Miłosna piosenka (Song of Love) jako Clara Wieck Schumann
- 1948: Stan Unii (State of the Union) jako Mary Matthews
- 1949: Żebro Adama (Adam’s Rib) jako Amanda Bonner
- 1951: Afrykańska królowa (The African Queen) jako Rose Sayer
- 1952: Pat i Mike (Pat and Mike) jako Patricia 'Pat' Pemberton
- 1955: Urlop w Wenecji (Summertime) jako Jane Hudson
- 1956
  - Zaklinacz deszczu (The Rainmaker) jako Lizzie Curry
  - Żelazna krynolina (The Iron Petticoat) jako Vinka Kovalenko
- 1957: Biuro na tranzystorach (Desk Set) jako Bunny Watson
- 1959: Nagle, zeszłego lata (Suddenly, Last Summer) jako Violet Venable
- 1962: U kresu dnia (Long Day’s Journey Into Night) jako Mary Tyrone
- 1967: Zgadnij, kto przyjdzie na obiad (Guess Who's Coming to Dinner) jako Christina Drayton
- 1968: Lew w zimie (The Lion in Winter) jako Eleanor
- 1969: Wariatka z Chaillot (The Madwoman of Chaillot) jako hrabina Aurelia
- 1971: Trojańskie kobiety (The Trojan Women) jako Hekuba
- 1973
  - Delikatna równowaga (A Delicate Balance) jako Agnes
  - Szklana menażeria (The Glass Menagerie) jako Amanda Wingfield
- 1975
  - Rooster Cogburn jako Eula
  - Love Among the Ruins jako Jessica Medlicott
- 1978: Olly, Olly, Oxen Free jako panna Pudd
- 1979: Kukurydza jest zielona (The Corn Is Green) jako Lilly C. Moffat
- 1981: Nad złotym stawem (On Golden Pond) jako Ethel Thayer
- 1984: Grace Quigley jako Grace Quigley
- 1986: Pani Delafield wychodzi za mąż (Mrs. Delafield Wants to Marry) jako Margaret Delafield
- 1988: Tu spała Laura Lansing (Laura Lansing Slept Here) jako Laura Lansing
- 1992: Mężczyzna na poddaszu (The Man Upstairs) jako Victoria Brown
- 1994
  - Tamta Gwiazdka (One Christmas) jako Cornelia
  - Przygoda miłosna (Love Affair) jako Ginny
  - Jesienna miłość (This Can't Be Love) jako Marion Bennett

## Nagrody
- Nagroda Akademii Filmowej
  - Najlepsza aktorka pierwszoplanowa: 1934 Poranna chwała
  - 1968 Zgadnij, kto przyjdzie na obiad
  - 1969 Lew w zimie
  - 1982 Nad złotym stawem
- Nagroda BAFTA
  - Najlepsza aktorka: 1968 Lew w zimie oraz
  - Zgadnij, kto przyjdzie na obiad
  - 1983 Nad złotym stawem
- Nagroda Emmy Najlepsza aktorka w specjalnym programie: 1975  Love Among the Ruins
- Nagroda Gildii Aktorów Ekranowych 1980 Nagroda za Osiągnięcia Życia
- Nagroda na MFF w Cannes Najlepsza aktorka: 1962 U kresu dnia